# NGC 3263
NGC 3263 (другие обозначения — ESO 263-43, MCG −7-22-18, AM 1027—435, IRAS10270-4351, PGC 30887) — спиральная галактика с перемычкой (SBc) в созвездии Парусов. Открыта Джоном Гершелем в 1835 году.
Этот объект входит в число перечисленных в оригинальной редакции «Нового общего каталога».
Галактика NGC 3263 взаимодействует с NGC 3262, у первой есть приливной «хвост» и она заметно возмущена приливным взаимодействием. Масса нейтрального атомарного водорода в ней составляет 2⋅1010 M⊙. Она входит в состав группы галактик NGC 3366. Помимо NGC 3263 в группу также входят NGC 3262 и NGC 3366.